# Phaeoblemma dares
Phaeoblemma dares är en fjärilsart som beskrevs av Stoll 1780. Phaeoblemma dares ingår i släktet Phaeoblemma och familjen nattflyn. Inga underarter finns listade i Catalogue of Life.

## Bildgalleri

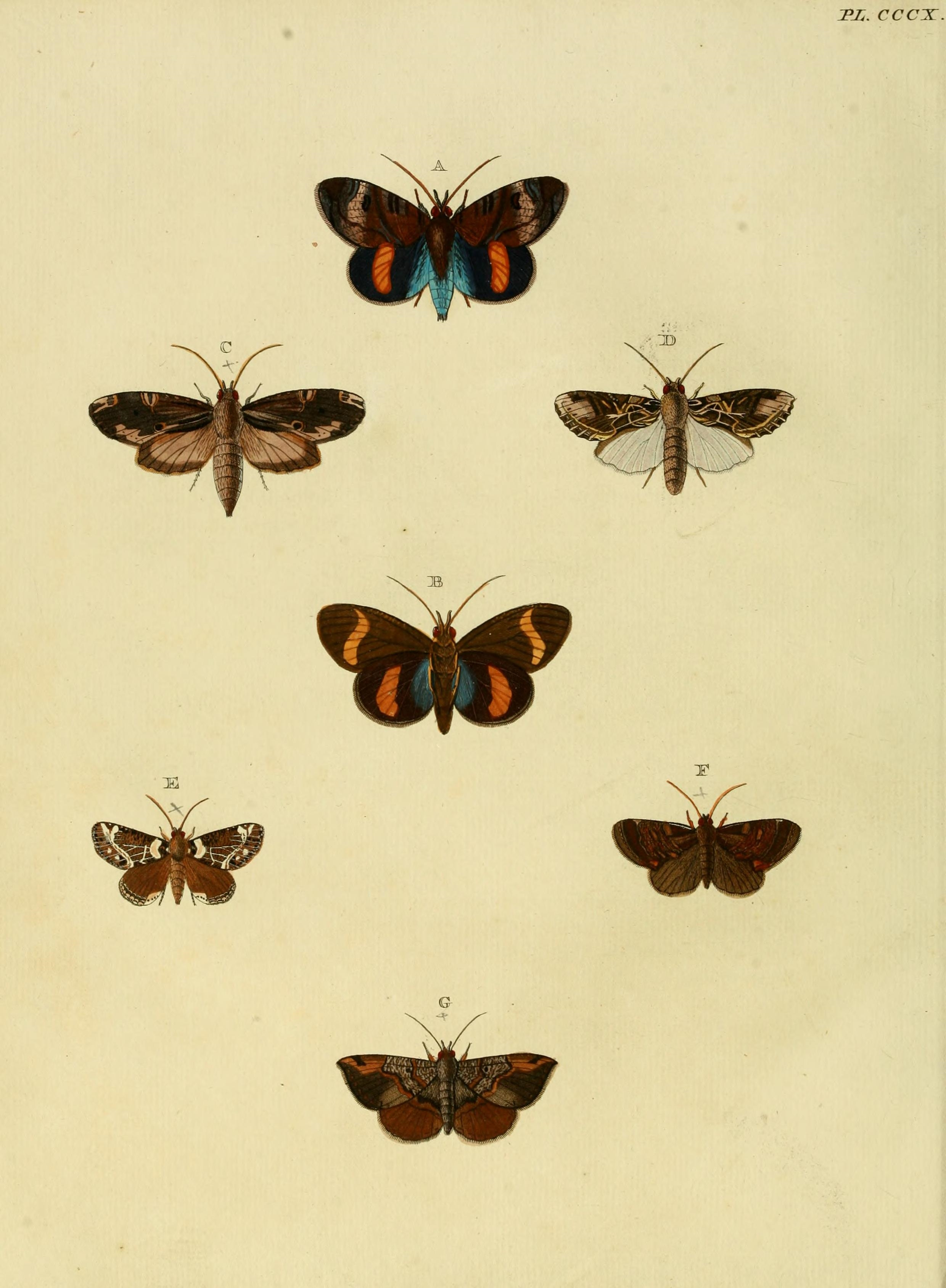